# Lee Myung-hee
Dans ce nom coréen, le nom de famille, Lee, précède le nom personnel.
Lee Myung-hee (en coréen : 이명희), née le 5 septembre 1943 à Uiryeong (Corée japonaise) est une dirigeante d'entreprise sud-coréenne, présidente du groupe Shinsegae depuis sa séparation avec le groupe Samsung en 1997.  
Sa fortune (actif net) est estimée à 840 millions de dollars en septembre 2020, ce qui en fait la 20e personne la plus riche en Corée du Sud selon Forbes.

## Biographie
Lee Myung-hee est née le 5 septembre 1943 dans le comté d'Uiryeong, en Corée sous occupation japonaise. 
Elle est la plus jeune fille de Lee Byung-chul, fondateur du groupe Samsung, et de sa première épouse Park Du-eul, et la sœur de Lee Kun-hee l'ancien président de ce groupe. Elle est la plus jeune d'une fratrie de huit enfants. Elle a fréquenté le lycée pour filles Ewha, puis s'est spécialisée en art à l'université pour femmes Ewha avant de se marier. Après dix ans de travail au foyer dans sa famille, elle est devenue directrice des ventes au grand magasin Shinsegae en 1979, puis la présidente de cette entreprise en 1997 après sa séparation d'avec le groupe Samsung.

## Controverses et condamnations
Pendant l'exercice de ses fonctions de présidente de Shinsegae, Lee Myung-hee a été condamnée à trois reprises à une amende. Sa première condamnation était en 2006 pour une amende de 350 milliards de wons (300 millions de dollars), après avoir dissimulé 800 milliards de wons d'actions sous différents noms. En 2012, la Commission du commerce équitable a condamné Lee Myung-hee à une amende de 4 milliards de wons (3,4 millions de dollars) pour avoir facturé différents frais de transaction. Puis, en 2015, elle a été condamnée à une amende de 70 milliards de wons pour avoir caché 380 000 actions d'une société d'une valeur de 80 milliards de wons (68 millions de dollars) sous différents noms,.
En 2018, plusieurs de ses employés portent plainte pour agressions verbale et physique. L'affaire se médiatise rapidement car ses filles avaient déjà fait la une des journaux pour leurs pertes de contrôle en public. En 2020, elle est condamnée pour avoir maltraité neuf de ses employés.